# Luxé
Luxé é uma comuna francesa na região administrativa da Nova Aquitânia, no departamento de Charente. Estende-se por uma área de 12,17 km². Em 2010 a comuna tinha 734 habitantes (densidade: 60,3 hab./km²).